# Significado (filosofía)
En filosofía, la noción de significación forma una constelación con otras nociones como: sentido, sinsentido, referencia, expresión, representación, verdad, contexto, etc. En su uso general en la semántica, la semiótica, la filosofía del lenguaje y la metafísica implica "una relación entre dos tipos de cosas: los signos y aquello que pretenden, expresan o significan".
Los tipos de significados varían según los tipos de cosas que se representan. Existen:
- Las cosas, que pueden tener sentido.
- Cosas que también son signos de otras cosas y, por lo tanto, siempre tienen significado (es decir, signos naturales del mundo físico e ideas dentro de la mente).
- Cosas que son necesariamente significativas, como palabras y símbolos no verbales.

Las principales posiciones contemporáneas de significado se encuentran bajo las siguientes definiciones parciales de significado:
- Teorías psicológicas, que implican nociones de pensamiento, intención o comprensión .
- Teorías lógicas, que involucran nociones como intención, contenido cognitivo o sentido, junto con extensión, referencia o denotación.
- Mensaje, contenido, información o comunicación .
- Condiciones de verdad.
- Uso y las instrucciones de uso.
- Medición, cálculo u operación.

## Verdad y significado
La cuestión de cuál es una base adecuada para decidir cómo las palabras, los símbolos, las ideas y las creencias pueden considerarse apropiadamente para denotar significado de manera veraz, ya sea por una sola persona o por una sociedad entera, ha sido considerada por cinco tipos principales de teoría del significado y verdad. Cada tipo se analiza a continuación, junto con sus principales exponentes.

### Teorías sustantivas del significado

#### Teoría de la correspondencia
Las teorías de la correspondencia enfatizan que las creencias verdaderas y las declaraciones verdaderas de significado corresponden al estado real de las cosas y que los significados asociados deben estar de acuerdo con estas creencias y declaraciones. Este tipo de teoría enfatiza una relación entre pensamientos o declaraciones por un lado y cosas u objetos por el otro. Es un modelo tradicional cuyos orígenes se remontan a los antiguos filósofos griegos como Sócrates, Platón y Aristóteles. Esta clase de teorías sostiene que la verdad o la falsedad de una representación está determinada en principio por completo por cómo se relaciona con las "cosas", por si describe con precisión esas "cosas".[cita requerida] Un ejemplo de la teoría de la correspondencia es la declaración de Tomás de Aquino: Veritas est adaequatio rei et intellectus ("La verdad es la ecuación [o adecuación] de las cosas y el intelecto"), una declaración que Aquino atribuyó al neoplatónico Isaac Israelí. Tomás de Aquino también reafirmó la teoría como: "Se dice que un juicio es verdadero cuando se ajusta a la realidad externa".
La teoría de la correspondencia se centra en gran medida en la suposición de que la verdad y el significado son una cuestión de copiar con precisión lo que se conoce como "realidad objetiva" y luego representarla en pensamientos, palabras y otros símbolos. Muchos teóricos modernos han afirmado que este ideal no se puede lograr sin analizar factores adicionales. Por ejemplo, el idioma juega un papel en el hecho de que todos los idiomas tienen palabras para representar conceptos que prácticamente no están definidos en otros idiomas. La palabra alemana Zeitgeist es uno de esos ejemplos: alguien que habla o entiende el idioma puede "saber" lo que significa, pero cualquier traducción de la palabra aparentemente no captura con precisión su significado completo (este es un problema con muchas palabras abstractas, especialmente aquellas derivadas en lenguas aglutinantes). Así, algunas palabras añaden un parámetro adicional a la construcción de un predicado de verdad preciso. Entre los filósofos que se enfrentaron a este problema se encuentra Alfred Tarski, cuya teoría semántica se resume más adelante en este artículo.

#### Teoría de la coherencia
Para las teorías de coherencia en general, la evaluación del significado y la verdad requiere un ajuste adecuado de los elementos dentro de un sistema completo. Sin embargo, con mucha frecuencia se considera que la coherencia implica algo más que una simple consistencia lógica; a menudo existe la demanda de que las proposiciones en un sistema coherente se presten mutuo apoyo inferencial entre sí. Entonces, por ejemplo, la integridad y amplitud del conjunto subyacente de conceptos es un factor crítico para juzgar la validez y utilidad de un sistema coherente. Un principio generalizado de las teorías de la coherencia es la idea de que la verdad es principalmente una propiedad de los sistemas completos de proposiciones, y puede atribuirse a proposiciones individuales solo de acuerdo con su coherencia con el todo. Entre la variedad de perspectivas comúnmente consideradas como teoría de la coherencia, los teóricos difieren en la cuestión de si la coherencia implica muchos sistemas de pensamiento verdaderos posibles o solo un único sistema absoluto.
Se afirma que algunas variantes de la teoría de la coherencia describen las propiedades esenciales e intrínsecas de los sistemas formales en lógica y matemáticas. Sin embargo, los razonadores formales se contentan con contemplar sistemas axiomáticamente independientes y, a veces, mutuamente contradictorios uno al lado del otro, como por ejemplo, las diversas geometrías alternativas. En general, las teorías de la coherencia han sido rechazadas por carecer de justificación en su aplicación a otras áreas de la verdad -especialmente con respecto a las afirmaciones sobre el mundo natural, los datos empíricos en general, las afirmaciones sobre asuntos prácticos de la psicología y la sociedad- particularmente cuando se usan sin apoyo. de las otras grandes teorías de la verdad.
Las teorías de la coherencia distinguen el pensamiento de los filósofos racionalistas, particularmente de Baruch Spinoza, Gottfried Leibniz y Georg Wilhelm Friedrich Hegel, junto con el filósofo británico Francis Herbert Bradley. Se pueden encontrar otras alternativas entre varios defensores del positivismo lógico, en particular Otto Neurath y Carl Hempel.

#### Teoría constructivista
El constructivismo social sostiene que el significado y la verdad se construyen mediante procesos sociales, son histórica y culturalmente específicos y se forman en parte a través de luchas de poder dentro de una comunidad. El constructivismo ve todo nuestro conocimiento como "construido", porque no refleja ninguna realidad externa "trascendente" (como podría sostener una teoría de la correspondencia pura). Más bien, las percepciones de la verdad se consideran supeditadas a la convención, la percepción humana y la experiencia social. Los constructivistas creen que las representaciones de la realidad física y biológica, incluida la raza, la sexualidad y el género, se construyen socialmente.
Giambattista Vico fue uno de los primeros en afirmar que la historia y la cultura, junto con su significado, son productos humanos. La orientación epistemológica de Vico reúne los más diversos aspectos y se despliega en un solo axioma – verum ipsum factum – "la verdad misma se construye". Hegel y Marx estuvieron entre los primeros defensores de la premisa de que la verdad es, o puede ser, construida socialmente. Marx, como muchos teóricos críticos que le siguieron, no rechazó la existencia de la verdad objetiva sino que distinguió entre el conocimiento verdadero y el conocimiento que ha sido distorsionado por el poder o la ideología. Para Marx, el conocimiento científico y verdadero está "de acuerdo con la comprensión dialéctica de la historia" y el conocimiento ideológico es "una expresión epifenoménica de la relación de fuerzas materiales en un arreglo económico dado".

#### Teoría del consenso
La teoría del consenso sostiene que el significado y la verdad son cualquier cosa acordada -en algunas versiones, podría llegar a ser- por algún grupo específico. Tal grupo podría incluir a todos los seres humanos, o un subconjunto de los mismos que consta de más de una persona.
Entre los defensores actuales de la teoría del consenso como una explicación útil del concepto de "verdad" se encuentra el filósofo Jürgen Habermas. Habermas sostiene que la verdad es lo que se acordaría en una situación de habla ideal. Entre los fuertes críticos actuales de la teoría del consenso se encuentra el filósofo Nicholas Rescher.

#### Teoría pragmática
Las tres formas más influyentes de la teoría pragmática de la verdad y el significado fueron introducidas a principios del siglo XX por Charles Sanders Peirce, William James y John Dewey. Aunque existen amplias diferencias de punto de vista entre estos y otros defensores de la teoría pragmática, tienen en común que el significado y la verdad se verifican y confirman mediante los resultados de poner en práctica los propios conceptos.
Peirce define la verdad de la siguiente manera: "La verdad es esa concordancia de un enunciado abstracto con el límite ideal hacia el cual la investigación interminable tendería a llevar la creencia científica, concordancia que el enunciado abstracto puede poseer en virtud de la confesión de su inexactitud y unilateralidad, y esta confesión es un ingrediente esencial de la verdad”. Esta declaración enfatiza la opinión de Peirce de que las ideas de aproximación, incompletitud y parcialidad, lo que él describe en otra parte como falibilismo y "referencia al futuro", son esenciales para una concepción adecuada del significado y la verdad. Aunque Peirce usa palabras como concordancia y correspondencia para describir un aspecto de la relación pragmática de signos, también es bastante explícito al decir que las definiciones de verdad basadas en la mera correspondencia no son más que definiciones nominales, a las que otorga un estatus inferior al de las definiciones reales.
La versión de la teoría pragmática de William James, aunque compleja, a menudo se resume en su afirmación de que "lo 'verdadero' es solo el recurso en nuestra forma de pensar, así como lo 'correcto' es solo el recurso en nuestra forma de comportarnos". Con esto, James quiso decir que la verdad es una cualidad, cuyo valor se confirma por su eficacia al aplicar los conceptos a la práctica (por lo tanto, "pragmática").
John Dewey, menos ampliamente que James pero más ampliamente que Peirce, sostuvo que la investigación, ya sea científica, técnica, sociológica, filosófica o cultural, se corrige a sí misma con el tiempo si se somete abiertamente a una comunidad de investigadores para que la pruebe con el fin de aclarar, justificar, refinar y/o refutar significados y verdades propuestos.
Una variación posterior de la teoría pragmática fue el "pragmatismo negativo" de William Ernest Hocking : lo que funciona puede o no ser verdad, pero lo que falla no puede ser verdad, porque la verdad y su significado siempre funcionan. Las ideas de James y Dewey también atribuyen significado y verdad a las pruebas repetidas, que son "autocorrectivas" con el tiempo.
El pragmatismo y el pragmatismo negativo también están estrechamente alineados con la teoría de la verdad de la coherencia en el sentido de que cualquier prueba no debe ser aislada sino incorporar el conocimiento de todos los esfuerzos y experiencias humanos. El universo es un sistema completo e integrado, y las pruebas deben reconocer y dar cuenta de su diversidad. Como dijo el físico Richard Feynman: "si no está de acuerdo con el experimento, está mal".

### Teorías y comentarios asociados
Algunos han afirmado que el significado no es ni sustancialmente más ni menos que las condiciones de verdad que implican. Para tales teorías, se pone énfasis en la referencia a cosas reales en el mundo para explicar el significado, con la salvedad de que la referencia explica más o menos la mayor parte (o la totalidad) del significado mismo.

#### Lógica y lenguaje
Los positivistas lógicos argumentaron que el significado de un enunciado surge de cómo se verifica.

#### Gottlob Frege
En su artículo Über Sinn und Bedeutung  (ahora generalmente traducido como "Sobre el sentido y la referencia"), Gottlob Frege argumentó que los nombres propios presentan al menos dos problemas para explicar el significado.
- Supongamos que el significado de un nombre es aquello a lo que se refiere. Sam, entonces, significa una persona en el mundo que se llama Sam. Pero si el objeto al que se refiere el nombre no existiera, por ejemplo, Pegaso, entonces, según esa teoría, no tendría sentido.
- Supongamos que dos nombres diferentes se refieren al mismo objeto. Hesperus y Phosphorus fueron los nombres dados a lo que se consideraba cuerpos celestes distintos. Más tarde se demostró que eran la misma cosa (el planeta Venus). Si las palabras significaran lo mismo, entonces sustituir una por otra en una oración no daría como resultado una oración que difiera en significado de la original. Pero en ese caso, "Hesperus es Phosphorus" significaría lo mismo que "Hesperus es Hesperus". Esto es claramente absurdo, ya que aprendemos algo nuevo y no obvio por la primera declaración, pero no por la segunda. Se puede interpretar que Frege argumenta que, por lo tanto, fue un error pensar que el significado de un nombre es aquello a lo que se refiere. En cambio, el significado debe ser otra cosa — el "sentido" de la palabra. Entonces, dos nombres para la misma persona pueden tener diferentes sentidos (o significados): un referente puede ser elegido por más de un sentido. Este tipo de teoría se denomina teoría de la referencia mediada. Frege argumentó que, en última instancia, la misma bifurcación de significado debe aplicarse a la mayoría o todas las categorías lingüísticas, como expresiones cuantificacionales como "Todos los barcos flotan".

#### Bertrand Russell
El análisis lógico fue avanzado aún más por Bertrand Russell y Alfred North Whitehead en sus innovadores Principia Mathematica, que intentaron producir un lenguaje formal con el que se pudiera demostrar la verdad de todos los enunciados matemáticos a partir de los primeros principios.
Sin embargo, Russell difería mucho de Frege en muchos puntos. Rechazó la distinción sentido-referencia de Frege. Tampoco estuvo de acuerdo en que el lenguaje fuera de importancia fundamental para la filosofía y vio el proyecto de desarrollar la lógica formal como una forma de eliminar todas las confusiones causadas por el lenguaje ordinario y, por lo tanto, de crear un medio perfectamente transparente en el que llevar a cabo el argumento filosófico tradicional. Esperaba, en última instancia, extender las pruebas de los Principia a todas las declaraciones verdaderas posibles, un esquema que llamó atomismo lógico. Durante un tiempo pareció que su alumno Wittgenstein había tenido éxito en este plan con su Tractatus Logico-Philosophicus.
Los trabajos de Russell, y el de su colega George Edward Moore, se desarrollaron en respuesta a lo que percibían como las tonterías que dominaban los departamentos de filosofía británicos a principios del siglo XX, que era una especie de idealismo británico que en su mayor parte derivaba (aunque muy distantemente) de la obra de Hegel. En respuesta, Moore desarrolló un enfoque ("Filosofía del sentido común" ) que buscaba examinar las dificultades filosóficas mediante un análisis detallado del lenguaje utilizado para determinar su significado. De esta manera, Moore buscó eliminar absurdos filosóficos como "el tiempo es irreal". El trabajo de Moore tendría una influencia significativa, aunque oblicua (en gran medida mediada por Wittgenstein) en la filosofía del lenguaje ordinario.

#### Otras teorías de la verdad del significado
El Círculo de Viena, un famoso grupo de positivistas lógicos de principios del siglo XX (estrechamente aliado con Russell y Frege), adoptó la teoría verificacionista del significado, un tipo de teoría de la verdad del significado. La teoría verificacionista del significado (en al menos una de sus formas) establece que decir que una expresión es significativa es decir que existen algunas condiciones de experiencia que podrían existir para mostrar que la expresión es verdadera. Como se señaló, Frege y Russell fueron dos defensores de esta forma de pensar.
Alfred Tarski produjo una teoría semántica de la verdad para la semántica formal. Según la explicación de Tarski, el significado consiste en un conjunto recursivo de reglas que terminan produciendo un conjunto infinito de oraciones, "'p' es verdadera si y solo si p", que abarca todo el lenguaje. Su innovación fue la noción de funciones proposicionales discutidas en la sección sobre universales (a las que llamó "funciones oracionales") y un enfoque de teoría de modelos para la semántica (en oposición a una teoría de prueba). Finalmente, se forjaron algunos vínculos con la teoría de la correspondencia de la verdad (Tarski, 1944).
Quizás el enfoque actual más influyente en la teoría contemporánea del significado es el esbozado por Donald Davidson en su introducción a la colección de ensayos Verdad y significado en 1967. Allí defendió las siguientes dos tesis:
- Cualquier lenguaje que se pueda aprender debe ser estable en una forma finita, incluso si es capaz de un número teóricamente infinito de expresiones, como podemos suponer que son los lenguajes humanos naturales, al menos en principio. Si no se puede expresar de una manera finita, entonces no se puede aprender a través de un método empírico finito, como la forma en que los humanos aprenden sus idiomas. De ello se deduce que debe ser posible dar una semántica teórica para cualquier lenguaje natural que pueda dar los significados de un número infinito de oraciones sobre la base de un sistema finito de axiomas.
- Dar el significado de una oración, argumentó además, era equivalente a establecer sus condiciones de verdad. Propuso que debe ser posible dar cuenta del lenguaje como un conjunto de rasgos gramaticales distintos junto con un léxico, y para cada uno de ellos explicar su funcionamiento de tal manera que genere declaraciones triviales (obviamente correctas) de las condiciones de verdad de todos. las (infinitas) oraciones construidas a partir de ellas. El resultado es una teoría del significado que más bien se asemeja, no por casualidad, a la explicación de Tarski.  El relato de Davidson, aunque breve, constituye la primera presentación sistemática de la semántica condicional de verdad. Propuso simplemente traducir los lenguajes naturales al cálculo de predicados de primer orden para reducir el significado a una función de la verdad.

#### Saul Kripke
Saul Kripke examinó la relación entre sentido y referencia al tratar situaciones posibles y reales. Mostró que una consecuencia de su interpretación de ciertos sistemas de lógica modal fue que la referencia de un nombre propio está necesariamente ligada a su referente, pero que el sentido no lo está. Entonces, por ejemplo, "Hesperus" se refiere necesariamente a Hesperus, incluso en esos casos y mundos imaginarios en los que quizás Hesperus no sea la estrella vespertina. Es decir, Hesperus es necesariamente Hesperus, pero solo contingentemente la estrella de la mañana.
Esto da como resultado la curiosa situación de que parte del significado de un nombre - que se refiere a algo en particular - es un hecho necesario acerca de ese nombre, pero otra parte - que se usa en alguna forma o situación particular - no es.
Kripke también trazó la distinción entre el significado del hablante y el significado semántico, elaborando sobre el trabajo de los filósofos del lenguaje ordinario Paul Grice y Keith Donnellan. El significado del hablante es aquello a lo que el hablante intenta referirse al decir algo; el significado semántico es lo que significan las palabras pronunciadas por el hablante según la lengua.
En algunos casos, las personas no dicen lo que quieren decir; en otros casos, dicen algo que es un error. En ambos casos, el significado del hablante y el significado semántico parecen ser diferentes. A veces, las palabras no expresan realmente lo que el hablante quiere que expresen; de modo que las palabras significarán una cosa, y lo que la gente pretende transmitir con ellas podría significar otra. El significado de la expresión, en tales casos, es ambiguo.

#### Críticas a las teorías de la verdad del significado
Willard Van Orman Quine atacó tanto el verificacionismo como la noción misma de significado en su famoso ensayo, "Dos dogmas del empirismo". En él sugirió que el significado no era más que una noción vaga y prescindible. En cambio, afirmó, lo que era más interesante de estudiar era la sinonimia entre signos. También señaló que el verificacionismo estaba ligado a la distinción entre declaraciones analíticas y sintéticas, y afirmó que tal división se defendía de manera ambigua. También sugirió que la unidad de análisis para cualquier investigación potencial sobre el mundo (y, quizás, el significado) sería el cuerpo completo de declaraciones tomadas como un colectivo, no solo las declaraciones individuales por sí mismas.
Se pueden plantear otras críticas sobre la base de las limitaciones que los propios teóricos de las condiciones de verdad admiten. Tarski, por ejemplo, reconoció que las teorías condicionales de verdad del significado solo dan sentido a las declaraciones, pero no explican los significados de las partes léxicas que componen las declaraciones. Más bien, el significado de las partes de los enunciados se presupone mediante la comprensión de las condiciones de verdad de un enunciado completo y se explica en términos de lo que él llamó "condiciones de satisfacción".
Otra objeción más (señalada por Frege y otros) fue que algunos tipos de declaraciones no parecen tener ninguna condición de verdad en absoluto. Por ejemplo, "¡Hola!" no tiene condiciones de verdad, porque ni siquiera intenta decirle al oyente nada sobre el estado de las cosas en el mundo. En otras palabras, diferentes proposiciones tienen diferentes modos gramaticales.
Las explicaciones deflacionistas de la verdad, a veces llamadas explicaciones "irrealistas", son la fuente más firme de crítica a las teorías del significado condicionadas por la verdad. Según ellos, "verdad" es una palabra sin significado ni función serios en el discurso. Por ejemplo, para el deflacionista, las oraciones "Es cierto que Tiny Tim es un problema" y "Tiny Tim es un problema" son equivalentes. En consecuencia, para el deflacionista, cualquier apelación a la verdad como explicación del significado tiene poco poder explicativo.
El tipo de teorías de la verdad presentadas aquí también pueden ser atacadas por su formalismo tanto en la práctica como en el principio. El principio del formalismo es desafiado por los informalistas, quienes sugieren que el lenguaje es en gran medida una construcción del hablante y, por lo tanto, no es compatible con la formalización. La práctica del formalismo es desafiada por aquellos que observan que los lenguajes formales (como la lógica cuantificacional actual) no logran capturar el poder expresivo de los lenguajes naturales (como podría decirse que se demuestra en el carácter incómodo de la explicación cuantificacional de las declaraciones de descripción definida, como presentado por Bertrand Russell).
Finalmente, durante el último siglo se han desarrollado formas de lógica que no dependen exclusivamente de las nociones de verdad y falsedad. Algunos de estos tipos de lógica han sido llamados lógicas modales. Explican cómo ciertos conectores lógicos como "si-entonces" funcionan en términos de necesidad y posibilidad. De hecho, la lógica modal fue la base de una de las formulaciones más populares y rigurosas de la semántica moderna llamada gramática de Montague. Los éxitos de tales sistemas naturalmente dan lugar al argumento de que estos sistemas han capturado el significado natural de los conectivos como si-entonces mucho mejor de lo que podría hacerlo una lógica veritativo-funcional ordinaria.

## Uso y significado
A lo largo del siglo XX, la filosofía inglesa se centró de cerca en el análisis del lenguaje. Este estilo de filosofía analítica se volvió muy influyente y condujo al desarrollo de una amplia gama de herramientas filosóficas.

### Ludwig Wittgenstein
El filósofo Ludwig Wittgenstein fue originalmente un filósofo del lenguaje, siguiendo la influencia de Russell y Frege. En su Tractatus Logico-Philosophicus había apoyado la idea de un lenguaje ideal construido a partir de enunciados atómicos usando conectivos lógicos (ver imagen teoría del significado y atomismo lógico). Sin embargo, a medida que maduró, llegó a apreciar cada vez más el fenómeno del lenguaje natural. Las Investigaciones filosóficas, publicadas después de su muerte, marcaron una clara desviación de su trabajo anterior con su enfoque en el uso del lenguaje ordinario (ver teoría del significado del uso y filosofía del lenguaje ordinario). Su enfoque a menudo se resume en el aforismo "el significado de una palabra es su uso en un idioma". Sin embargo, siguiendo los pasos de Frege, en el Tractatus, Wittgenstein declara: "... Sólo en el contexto de una proposición tiene significado un nombre.” 
Su trabajo vendría a inspirar a las generaciones futuras y a impulsar una disciplina completamente nueva, que explicaba el significado de una manera innovadora. El significado en un lenguaje natural se vio principalmente como una cuestión de cómo el hablante usa palabras dentro del lenguaje para expresar la intención.
Este examen minucioso del lenguaje natural demostró ser una poderosa técnica filosófica. Los filósofos que fueron influenciados por el enfoque de Wittgenstein han incluido toda una tradición de pensadores, con Peter Frederick Strawson, Paul Grice, Richard Mervyn Hare, Richard Stanley Peters y Jürgen Habermas.

### J. L. Austin
Aproximadamente al mismo tiempo que Ludwig Wittgenstein estaba repensando su enfoque del lenguaje, las reflexiones sobre la complejidad del mismo llevaron a un enfoque más expansivo del significado. Siguiendo el ejemplo de George Edward Moore, John Langshaw Austin examinó el uso de las palabras con gran detalle. Argumentó en contra de fijarse en el significado de las palabras. Mostró que las definiciones de los diccionarios tienen un uso filosófico limitado, ya que no existe un "apéndice" simple a una palabra que pueda llamarse su significado. En cambio, mostró cómo enfocarse en la forma en que se usan las palabras para hacer las cosas. Analizó la estructura de los enunciados en tres partes distintas: locuciones, ilocuciones y perlocuciones. Su alumno John Searle desarrolló la idea bajo la etiqueta de "actos de habla". Su trabajo influyó mucho en la pragmática.

### Peter Strawson
Los filósofos del pasado habían entendido que la referencia estaba ligada a las propias palabras. Sin embargo, Peter Strawson no estuvo de acuerdo en su ensayo seminal, "Sobre la referencia", donde argumentó que no hay nada de cierto en las declaraciones por sí mismas; más bien, solo los usos de las declaraciones podrían considerarse verdaderos o falsos.
De hecho, uno de los sellos distintivos de la perspectiva del uso ordinario es su insistencia en las distinciones entre significado y uso. "Significados", para los filósofos del lenguaje ordinario, son las instrucciones para el uso de las palabras. -las definiciones comunes y convencionales de las palabras. El uso, por otro lado, son los significados reales que los hablantes individuales tienen- las cosas a las que un hablante individual en un contexto particular quiere referirse. La palabra "perro" es un ejemplo de significado, pero señalando a un perro cercano y gritando "¡Este perro huele mal!" es un ejemplo de uso. De esta distinción entre uso y significado surgió la división entre los campos de la pragmática y la semántica.
Otra distinción más es de alguna utilidad en la discusión del lenguaje: "mencionar". La mención es cuando una expresión se refiere a sí misma como un elemento lingüístico, generalmente entre comillas. Por ejemplo, en la expresión "'Opopanax' es difícil de deletrear", lo que se refiere es la palabra misma ("opopanax") y no lo que significa (una resina de goma oscura). Frege se había referido a instancias de mención como "contextos opacos".
En su ensayo, "Referencia y descripciones definidas", Keith Donnellan buscó mejorar la distinción de Strawson. Señaló que hay dos usos de las descripciones definidas: atributivo y referencial. Los usos atributivos proporcionan una descripción de la persona a la que se hace referencia, mientras que los usos referenciales señalan el referente real. Los usos atributivos son como referencias mediadas, mientras que los usos referenciales son más directamente referenciales.

### Paul Grice
El filósofo Paul Grice, trabajando dentro de la tradición del lenguaje ordinario, entendió el "significado" -en su artículo de 1957- como teniendo dos tipos: naturales y no naturales. El significado natural tenía que ver con causa y efecto, por ejemplo con la expresión "estas manchas significan sarampión". El significado no natural, por otro lado, tenía que ver con las intenciones del hablante al comunicar algo al oyente.
En su ensayo, Lógica y conversación, Grice pasó a explicar y defender una explicación de cómo funcionan las conversaciones. Su máxima rectora se llamó el principio cooperativo, que afirmaba que el hablante y el oyente tendrán expectativas mutuas sobre el tipo de información que se compartirá. El principio se desglosa en cuatro máximas: Calidad (que exige veracidad y honestidad), Cantidad (demanda de la información necesaria), Relación (relevancia de las cosas planteadas) y Manera (lucidez). Este principio, siempre y cuando se siga, permite que el hablante y el oyente descubran el significado de ciertas implicaciones por medio de inferencias.
Los trabajos de Grice dieron lugar a una avalancha de investigación e interés en el campo, tanto solidario como crítico. Una derivación se llamó Teoría de la relevancia, desarrollada por Dan Sperber y Deirdre Wilson a mediados de la década de 1980, cuyo objetivo era aclarar la noción de relevancia. De manera similar, en su obra " Pragmática universal ", Jürgen Habermas inició un programa que buscaba mejorar el trabajo de la tradición del lenguaje ordinario. En él, planteó el objetivo de una conversación válida como una búsqueda de comprensión mutua.

### Noam Chomsky
Aunque se ha centrado en la estructura y el funcionamiento de la sintaxis humana, en muchos trabajos Noam Chomsky también ha discutido muchos problemas filosóficos, incluido el problema del significado y la referencia en el lenguaje humano. Chomsky ha formulado una fuerte crítica tanto a la noción externalista de referencia (la referencia consiste en una relación directa o causal entre palabras y objetos) como a la internalista (la referencia es una relación mediada por la mente que se da entre las palabras y la realidad). Según Chomsky, estas dos nociones (y muchas otras ampliamente utilizadas en filosofía, como la de la verdad) son básicamente inadecuadas para la investigación naturalista (= científica) de la mente humana: son nociones de sentido común, no nociones científicas, que no pueden, como tal, entrar en la discusión científica. Chomsky argumenta que la noción de referencia sólo puede usarse cuando tratamos con lenguajes científicos, cuyos símbolos se refieren a cosas o entidades específicas; pero cuando consideramos las expresiones del lenguaje humano, inmediatamente comprendemos que su referencia es vaga, en el sentido de que pueden usarse para denotar muchas cosas. Por ejemplo, la palabra “libro” puede usarse para denotar un objeto abstracto (p. ej., “él está leyendo el libro”) o uno concreto (p. ej., “el libro está sobre la silla”); el nombre “Londres” puede denotar al mismo tiempo un conjunto de edificios, el aire de un lugar y el carácter de una población (piénsese en la frase “Londres es tan gris, contaminado y triste”). Estos y otros casos inducen a Chomsky a argumentar que la única noción plausible (aunque no científica) de referencia es la de acto de referencia, un fenómeno complejo de uso del lenguaje (ejecución) que incluye muchos factores (lingüísticos y no: es decir, creencias, deseos, suposiciones sobre el mundo, premisas, etc.). Como ha señalado el propio Chomsky, esta concepción del significado es muy cercana a la adoptada por John Austin, Peter Strawson y el último Wittgenstein.

### Semántica de roles inferenciales
Michael Dummett argumentó en contra del tipo de semántica condicional de verdad presentada por Davidson. En cambio, argumentó que basar la semántica en condiciones de afirmación evita una serie de dificultades con la semántica de condiciones de verdad, como la naturaleza trascendental de ciertos tipos de condiciones de verdad. Aprovecha el trabajo realizado en la semántica de la teoría de la prueba para proporcionar una especie de semántica de roles inferenciales, donde:
- El significado de las oraciones y construcciones gramaticales viene dado por sus condiciones de afirmación; y
- Sólo se garantiza que tal semántica sea coherente si las inferencias asociadas con las partes del lenguaje están en armonía lógica. Una semántica basada en condiciones de afirmación se denomina semántica verificacionista : cf. el verificacionismo del Círculo de Viena. Este trabajo está estrechamente relacionado, aunque no es idéntico, a las teorías de un factor de la semántica de roles conceptuales.

### Críticas a las teorías de uso del significado
A veces, entre las décadas de 1950 y 1990, el científico cognitivo Jerry Fodor dijo que las teorías del uso del significado (del tipo de Wittgenstein) parecen asumir que el lenguaje es únicamente un fenómeno público, que no existe tal cosa como un "lenguaje privado". Fodor piensa que es necesario crear o describir el lenguaje del pensamiento, lo que aparentemente requeriría la existencia de un "lenguaje privado".
En la década de 1960, David Kellogg Lewis describió el significado como uso, una característica de una convención social y las convenciones como regularidades de un tipo específico. El trabajo de Lewis fue una aplicación de la teoría de juegos en temas filosóficos. Las convenciones, argumentó, son una especie de equilibrio de coordinación.

## Idea teoría del significado
La teoría de la idea del significado (también teoría ideacional del significado), más comúnmente asociada con el empirista británico John Locke, afirma que los significados son representaciones mentales provocadas por signos.
El término "ideas" se usa para referirse a representaciones mentales o a la actividad mental en general. Aquellos que buscan una explicación para el significado en el primer tipo de explicación respaldan un tipo de teoría de la idea de la mente más fuerte que el segundo.
Cada idea se entiende necesariamente sobre algo externo y/o interno, real o imaginario. Por ejemplo, en contraste con el significado abstracto del universal "perro", el referente "este perro" puede significar un chihuahua particular de la vida real. En ambos casos, la palabra se refiere a algo, pero en el primero se trata de la clase de perros tal como se entiende generalmente, mientras que en el segundo se trata de un perro muy real y particular en el mundo real.
John Locke consideraba que todas las ideas eran tanto objetos imaginables de sensación como objetos inimaginables de reflexión. Dijo en su Ensayo sobre el entendimiento humano que las palabras se usan como signos de ideas y también para significar la falta de ciertas ideas. David Hume sostuvo que los pensamientos eran tipos de entidades imaginables: su Investigación sobre el entendimiento humano, sección 2. Argumentó que cualquier palabra que no pudiera invocar ninguna experiencia pasada carecía de significado.
A diferencia de Locke y Hume, George Berkeley y Ludwig Wittgenstein sostuvieron que las ideas por sí solas no pueden explicar las diferentes variaciones dentro de un significado general. Por ejemplo, cualquier imagen hipotética del significado de "perro" tiene que incluir imágenes tan variadas como un chihuahua, un pug y un labrador negro; y esto parece imposible de imaginar, ya que todas esas razas en particular se ven muy diferentes entre sí. Otra forma de ver este punto es preguntarse por qué, si tenemos una imagen de un tipo específico de perro (por ejemplo, un chihuahua), debería tener derecho a representar el concepto completo.
Otra crítica es que algunas palabras significativas, conocidas como elementos no léxicos, no tienen ninguna imagen asociada significativa. Por ejemplo, la palabra "el" tiene un significado, pero sería difícil encontrar una representación mental que se ajuste a él. Otra objeción más radica en la observación de que ciertos elementos lingüísticos nombran algo en el mundo real y son significativos, aunque no tenemos representaciones mentales con las que lidiar. Por ejemplo, no se sabe cómo era el padre de Newton, pero la frase "el padre de Newton" todavía tiene significado.
Otro problema es el de la composición - es difícil explicar cómo las palabras y las frases se combinan en oraciones si solo las ideas están involucradas en el significado.
Eleanor Rosch y George Lakoff han propuesto una teoría de "prototipos" que sugiere que muchas categorías léxicas, al menos a primera vista, tienen "estructuras radiales". Es decir, hay algunos miembros ideales en la categoría que parecen representar la categoría mejor que otros miembros. Por ejemplo, la categoría de "pájaros" puede presentar al petirrojo como prototipo o el tipo ideal de pájaro. Con experiencia, los sujetos pueden llegar a evaluar la pertenencia a la categoría de "pájaro" comparando a los miembros candidatos con el prototipo y evaluando las similitudes. Entonces, por ejemplo, un pingüino o un avestruz estarían al margen del significado de "pájaro", porque un pingüino es diferente a un petirrojo.
Íntimamente relacionada con estas investigaciones está la noción de un nivel psicológico básico, que es tanto el primer nivel nombrado y entendido por los niños como "el nivel más alto en el que una sola imagen mental puede reflejar toda la categoría" (Lakoff 1987: 46). Lakoff entiende que el "nivel básico" de cognición se basa de manera crucial en "esquemas de imagen" junto con varios otros procesos cognitivos.
Los filósofos Ned Block, Gilbert Harman y Hartry Field, y los científicos cognitivos G. Miller y P. Johnson-Laird dicen que el significado de un término se puede encontrar investigando su función en relación con otros conceptos y estados mentales. Avalan una " semántica de rol conceptual ". Se puede decir que los defensores de este punto de vista que entienden que los significados se agotan en el contenido de los estados mentales respaldan las explicaciones de "un factor" de la semántica de roles conceptuales y, por lo tanto, encajan dentro de la tradición de las teorías de las ideas.

## Otras lecturas
- Akmajian, Adrian et al (1995), Linguistics: an introduction to language and communication (fourth edition), Cambridge: MIT Press.
- Allan, Keith (1986), Linguistic Meaning, Volume One, New York: Routledge & Kegan Paul.
- Arena, Leonardo Vittorio (2012), Nonsense as the Meaning (ebook).
- Austin, J. L. (1962), How to Do Things With Words, Cambridge: Harvard University Press.
- Berger, Peter and Thomas Luckmann (1967), The Social Construction of Reality : A Treatise in the Sociology of Knowledge (first edition: 240 pages), Anchor Books.
- Davidson, Donald (2001), Inquiries into Truth and Interpretation (second edition), Oxford: Oxford University Press.
- Dummett, Michael (1981), Frege: Philosophy of Language (second edition), Cambridge: Harvard University Press.
- Frege, Gottlob (ed. Michael Beaney, 1997), The Frege Reader, Oxford: Blackwell.
- Gauker, Christopher (2003), Words without Meaning, MIT Press.
- Goffman, Erving (1959), Presentation of Self in Everyday Life, Anchor Books.
- Grice, Paul (1989), Studies in the Way of Words, Cambridge: Harvard University Press.
- Searle, John and Daniel Vanderveken (1985), Foundations of Illocutionary Logic, Cambridge: Cambridge University Press.
- Searle, John (1969), Speech Acts, Cambridge: Cambridge University Press.
- Searle, John (1979), Expression and Meaning, Cambridge: Cambridge University Press.
- Stonier, Tom (1997), Information and Meaning: An Evolutionary Perspective, London: Springer.